# Conchotopoda brunneri
Conchotopoda brunneri är en insektsart som först beskrevs av Kirby, W.F. 1900.  Conchotopoda brunneri ingår i släktet Conchotopoda och familjen vårtbitare. Inga underarter finns listade i Catalogue of Life.